# Isla Cameron
La isla Cameron (del inglés: Cameron Island) es una de las islas del archipiélago ártico canadiense en el territorio de Nunavut. Situada en el océano Ártico, cerca de la isla Bathurst, tiene una superficie de 1.059 km² (48.ª del país y 32ª de Nunavut). La Isla Vanier se encuentra inmediatamente al sur, a través del estrecho Arnott (Arnott Strait).
La isla se caracteriza por ser el único sitio que ha sido desarrollado para la producción comercial de petróleo en las islas del Ártico canadiense. De 1985 a 1996, el petrolero de doble casco MVArctic transportó crudo ligero desde "Bent Horn", en el suroeste de la isla, hasta Montreal. Un total de 2,8 millones de barriles se produjo hasta que el campo fue abandonado en 1996. El descubrimiento inicial, en 1974 realizado por Panarctic Oils Ltd, reflejaba la urgencia de encontrar nuevas fuentes de petróleo crudo después de la crisis del petróleo de 1973. El abandono en 1996 reflejó las dificultades de explotación del recurso en este duro ambiente, aunque la licencia de producción actual (en manos de la Canada Southern Petroleum Ltd) expira en 2010 y podría prorrogarse. Tras el abandono, la limpieza final se produjo en 1999.
Isla Cameron es un lugar desolado: un paisaje de tonos oscuros de colinas bajas. La exploración de petróleo y el tráfico en superficie se concentra en los meses de invierno, cuando las carreteras poseen nieve compactada que puede ser utilizada por vehículos pesados.